# 西浦直亨
西浦 直亨（にしうら なおみち、1991年4月11日 - ）は、奈良県吉野郡大淀町出身の元プロ野球選手（内野手）。右投右打。現在は東京ヤクルトスワローズの野手兼育成担当コーチ。

## 経歴

### プロ入り前

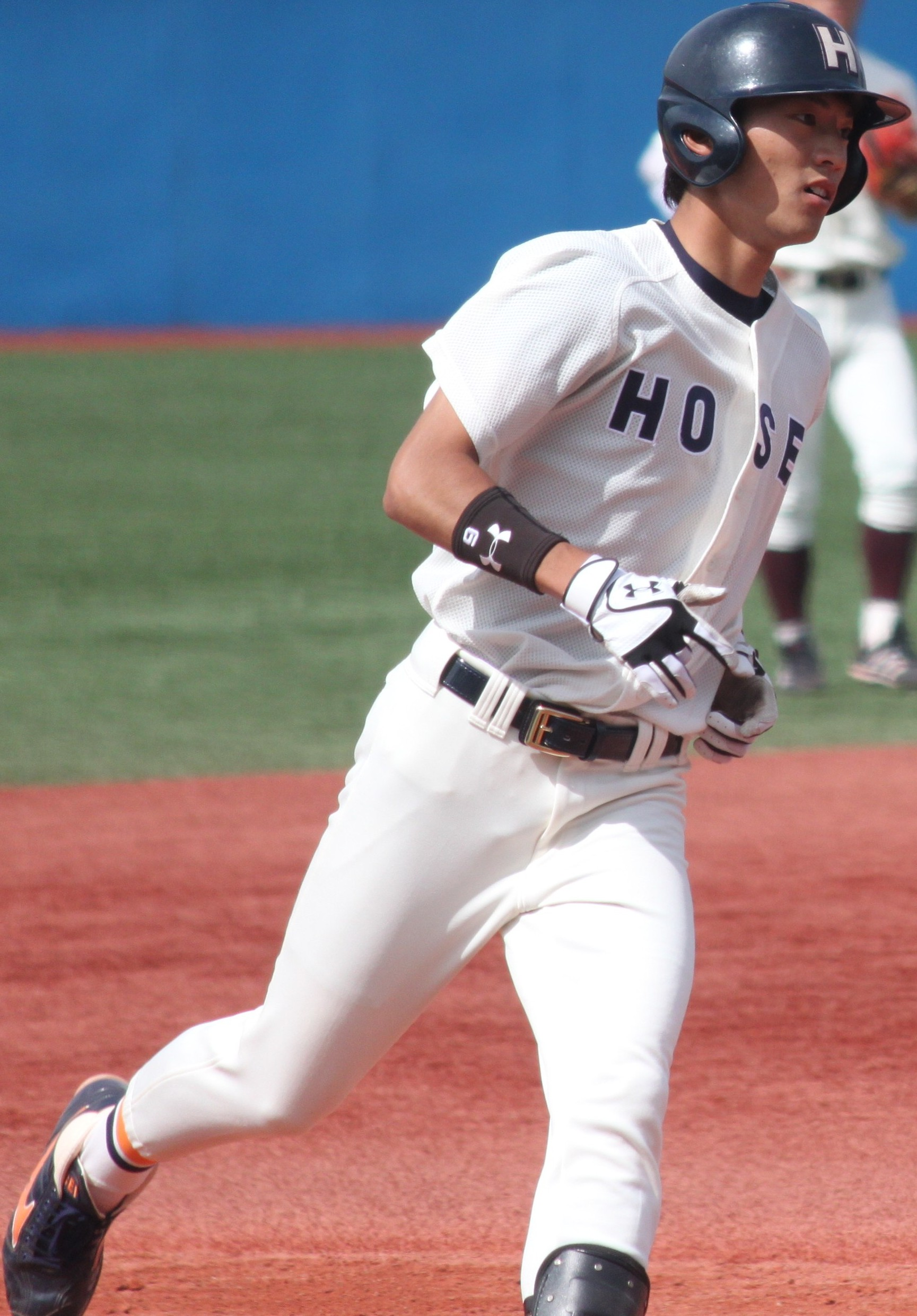
法政大学時代 2013年5月19日 明治神宮野球場にて

大淀町立大淀桜ケ丘小学校3年生の時から野球を始める。ポジションは投手だったが、中学校時代に捕手にコンバートされる。
天理高等学校進学後に内野手へ転向。1年秋から控え選手としてベンチ入りし、3年春・夏には全国大会に出場する。高校の1学年後輩には中村奨吾がおり、中村が3番、西浦が4番を打っていた。
高校卒業後は法政大学に進学。1年春からベンチ入りし、4年春のリーグ戦でベストナインを獲得した。最終的にはリーグ通算62試合に出場し、217打数52安打、打率.240、6本塁打、35打点の成績を残した。大学の同期に木下拓哉、2学年先輩に三上朋也、1学先輩に三嶋一輝、1学年後輩に石田健大、2学年後輩に若林晃弘がおり、三嶋と石田とは後にDeNAでチームメイトとなった。
2013年のドラフト会議で東京ヤクルトスワローズから2位指名を受け、12月3日に契約金7000万円、年俸1200万円で入団に合意した（金額は推定）。背番号は3。

### ヤクルト時代
2014年は、開幕戦の対横浜DeNAベイスターズ戦（明治神宮野球場）で「8番・遊撃手」としてプロ初出場、初先発すると、初回の初打席で、大学の先輩だった三嶋一輝から3点本塁打を放った。開幕戦での新人選手の初打席初球本塁打は日本プロ野球史上初。秋季キャンプ終了後、真中満から徳山武陽、古野正人、荒木貴裕らと共に、1番成長が感じられた選手の1人に挙げられた。
2015年4月28日に、「侍ジャパン大学日本代表 対 NPB選抜」のNPB選抜に選出されたことが発表された。しかし6月25日に、出場辞退したことが発表された。シーズンでは新加入の大引啓次の存在もあり遊撃のレギュラー争いが厳しくなった。
2016年は7月22日の中日ドラゴンズ戦（ナゴヤドーム）ではラウル・バルデスから自身初となる満塁本塁打を打ち勝利に貢献した。9月28日と9月29日の横浜DeNAベイスターズ戦では自身初の2試合連続本塁打を記録している。オフには、シーズン中に結婚していたことを発表。
2017年は、内野のレギュラー候補として期待され開幕スタメンにも名を連ねたが、チームが低迷する中で自身も打率.208、本塁打なしと苦戦した。
2018年は、キャンプから廣岡大志との遊撃手の定位置争いを繰り広げたが、オープン戦で結果を残せず開幕スタメンを逃した。しかし、川端慎吾の離脱や廣岡の不振により遊撃手や三塁手として出場機会を得る。川端と大引の復帰後は不振の廣岡に代わり遊撃手のレギュラーに定着。5月から6月は好調で、1番打者としても起用された。9月9日の阪神タイガース戦では2打席連続本塁打を打ち、自身初の2桁本塁打を達成した。
2019年は、5月12日の読売ジャイアンツ戦で下半身のコンディション不良を訴え、翌13日に登録抹消となる。その後7月8日に一軍に復帰するも、7月18日の巨人戦で左肘を骨折し翌19日に再び登録抹消となった。
2020年は、6月25日の阪神戦で藤川球児から逆転サヨナラ3点本塁打、7月2日の広島戦で2本の同点本塁打を打つなど勝負強い打撃を序盤より見せた。12月21日に「2020スカパー! ドラマティック・サヨナラ賞」の年間大賞を受賞した。
2021年は、廣岡が読売ジャイアンツにトレード移籍したことで遊撃手のレギュラー筆頭候補になる。オープン戦から結果を出し、開幕戦で「7番・遊撃手」としてスタメンに抜擢された。しかし、開幕から打撃が低調で、5月ごろは打率2割を切るなど低迷して、新人の元山飛優にスタメンを譲る機会が増えると、6月末には出場選手登録を抹消され二軍で再調整となった。後半戦途中から復調して一軍に復帰すると元山と併用されながら結果を残し始め、9月には打率.321、OPS.838と活躍。10月8日の阪神タイガース戦では、試合前まで27イニング連続無失点と好投していた髙橋遥人から本塁打を放ち、マジック点灯の立役者となった。シーズン全体では前年を大きく下回る成績に終わるが、2015年には果たせなかった一軍メンバーとして優勝を経験した。
2022年は、開幕一軍入りを果たすも、長岡秀樹の台頭により出場機会が減少。4月14日に登録抹消となった。その後7月に一軍再昇格したが、1週間で再び二軍落ちし、そのまま自己ワーストとなる6試合出場でシーズンを終えた。シーズンオフの契約更改では推定年俸3300万円からダウン提示を受けて更改した。
2023年も一軍出場機会は少なく、7月26日までに6試合の出場で打率.167、1打点に留まっていたが、イースタン・リーグでは打率.306、4本塁打、20打点を記録していた。

### DeNA時代
2023年7月26日、阪口皓亮とのトレードで横浜DeNAベイスターズへ移籍することが発表された。背番号は39。チーム防御率が12球団ワーストの3.64と、投手陣の補強を望むヤクルトと、右打者の内野手を欲したDeNAとの思惑が一致した形となった。7月28日に移籍後初めて一軍登録されたが、その後は一軍と二軍を行ったり来たりが続き、8月25日の中日戦で移籍後初安打となる適時打を放った。9月8日には国内FA権を取得した。
2024年は、8試合の出場に留まり、10月1日に戦力外通告を受けた。10月5日のファーム日本選手権に「7番・遊撃手」として先発出場し、3打数1安打を記録。試合後にはチームメイトから胴上げをされ、同日、引退を決断したことが報道された。

### 引退後
2024年10月15日、2025年シーズンから古巣のヤクルトのコーチに就任することが球団から発表され、二軍野手兼育成担当コーチを務める。背番号は85。

## 選手としての特徴
走攻守においてバランスの良い遊撃手。安定したスローイングなど堅実な守備面での評価が高い。打撃面ではリストが強く、ツボにはまった際は力強い打球を飛ばす。

## 人物
高校の2学年先輩には瀬村奈月がおり、マネージャーだった。
2014年度のヤクルトのファン感謝デーで西浦は、投手野手対抗歌合戦のコーナーで三輪正義、藤井亮太と一緒に『らいおんハート』を熱唱した。三輪、藤井と無難にこなした後を継いだ西浦の独特の音程に、客席からはすぐに笑い声があがったが西浦は気持ち良さそうに歌い切った。
観客やファンサービスを兼ねて東京音頭やWhiteberryの夏祭りなどを披露することもあるが、ジャイアンリサイタルと言われており、つば九郎が気絶すると言うお約束もある。DeNA移籍後のファンフェスティバルでも熱き星たちよを熱唱し、DB.スターマンをずっこけさせた。

## 詳細情報

### 年度別打撃成績
| 年 度      | 球 団      | 試 合 | 打 席 | 打 数 | 得 点 | 安 打 | 二 塁 打 | 三 塁 打 | 本 塁 打 | 塁 打 | 打 点 | 盗 塁 | 盗 塁 死 | 犠 打 | 犠 飛 | 四 球 | 敬 遠 | 死 球 | 三 振 | 併 殺 打 | 打 率 | 出 塁 率 | 長 打 率 | O P S |
| ---------- | ---------- | ----- | ----- | ----- | ----- | ----- | -------- | -------- | -------- | ----- | ----- | ----- | -------- | ----- | ----- | ----- | ----- | ----- | ----- | -------- | ----- | -------- | -------- | ----- |
| 2014       | ヤクルト   | 14    | 36    | 32    | 5     | 5     | 1        | 0        | 1        | 9     | 5     | 0     | 0        | 0     | 0     | 4     | 0     | 0     | 6     | 0        | .156  | .250     | .281     | .531  |
| 2015       | ヤクルト   | 26    | 48    | 44    | 9     | 13    | 3        | 1        | 1        | 21    | 5     | 1     | 0        | 1     | 0     | 3     | 0     | 0     | 12    | 0        | .295  | .340     | .477     | .818  |
| 2016       | ヤクルト   | 72    | 273   | 247   | 21    | 63    | 12       | 0        | 7        | 96    | 28    | 9     | 3        | 2     | 1     | 23    | 0     | 0     | 54    | 3        | .255  | .317     | .389     | .706  |
| 2017       | ヤクルト   | 72    | 171   | 144   | 9     | 30    | 6        | 0        | 0        | 36    | 8     | 3     | 0        | 8     | 2     | 16    | 1     | 1     | 31    | 5        | .208  | .288     | .250     | .538  |
| 2018       | ヤクルト   | 138   | 550   | 479   | 57    | 116   | 28       | 0        | 10       | 174   | 55    | 1     | 2        | 20    | 3     | 40    | 1     | 8     | 88    | 10       | .242  | .309     | .363     | .673  |
| 2019       | ヤクルト   | 44    | 162   | 149   | 17    | 35    | 9        | 0        | 4        | 56    | 19    | 0     | 0        | 2     | 0     | 10    | 0     | 1     | 35    | 6        | .235  | .288     | .376     | .663  |
| 2020       | ヤクルト   | 101   | 310   | 286   | 24    | 70    | 10       | 0        | 10       | 110   | 43    | 4     | 2        | 4     | 2     | 16    | 3     | 2     | 74    | 11       | .245  | .288     | .385     | .672  |
| 2021       | ヤクルト   | 92    | 276   | 242   | 27    | 54    | 9        | 0        | 5        | 78    | 24    | 1     | 1        | 4     | 3     | 24    | 3     | 3     | 60    | 8        | .223  | .298     | .322     | .620  |
| 2022       | ヤクルト   | 6     | 15    | 14    | 0     | 1     | 0        | 0        | 0        | 1     | 0     | 0     | 0        | 1     | 0     | 0     | 0     | 0     | 8     | 1        | .071  | .071     | .071     | .143  |
| 2023       | ヤクルト   | 6     | 12    | 12    | 1     | 2     | 0        | 0        | 0        | 2     | 1     | 0     | 0        | 0     | 0     | 0     | 0     | 0     | 5     | 0        | .167  | .167     | .167     | .334  |
| 2023       | DeNA       | 13    | 9     | 9     | 2     | 1     | 0        | 0        | 0        | 1     | 1     | 0     | 0        | 0     | 0     | 0     | 0     | 0     | 4     | 0        | .111  | .111     | .111     | .222  |
| '23計      | DeNA       | 19    | 21    | 21    | 3     | 3     | 0        | 0        | 0        | 3     | 2     | 0     | 0        | 0     | 0     | 0     | 0     | 0     | 9     | 0        | .143  | .143     | .143     | .286  |
| 2024       | DeNA       | 8     | 17    | 15    | 3     | 4     | 0        | 1        | 0        | 6     | 1     | 0     | 0        | 0     | 0     | 2     | 0     | 0     | 5     | 2        | .267  | .353     | .400     | .753  |
| 通算：11年 | 通算：11年 | 592   | 1879  | 1673  | 175   | 394   | 78       | 2        | 38       | 590   | 190   | 19    | 8        | 42    | 11    | 138   | 8     | 15    | 382   | 46       | .236  | .298     | .353     | .650  |

### 年度別守備成績
| 年 度 | 球 団    | 二塁  | 二塁  | 二塁  | 二塁  | 二塁  | 二塁     | 三塁  | 三塁  | 三塁  | 三塁  | 三塁  | 三塁     | 遊撃  | 遊撃  | 遊撃  | 遊撃  | 遊撃  | 遊撃     |
| 年 度 | 球 団    | 試 合 | 刺 殺 | 補 殺 | 失 策 | 併 殺 | 守 備 率 | 試 合 | 刺 殺 | 補 殺 | 失 策 | 併 殺 | 守 備 率 | 試 合 | 刺 殺 | 補 殺 | 失 策 | 併 殺 | 守 備 率 |
| ----- | -------- | ----- | ----- | ----- | ----- | ----- | -------- | ----- | ----- | ----- | ----- | ----- | -------- | ----- | ----- | ----- | ----- | ----- | -------- |
| 2014  | ヤクルト | -     | -     | -     | -     | -     | -        | -     | -     | -     | -     | -     | -        | 13    | 13    | 23    | 2     | 2     | .947     |
| 2015  | ヤクルト | -     | -     | -     | -     | -     | -        | 2     | 0     | 0     | 0     | 0     | .000     | 23    | 19    | 38    | 0     | 5     | 1.000    |
| 2016  | ヤクルト | 2     | 1     | 0     | 0     | 0     | 1.000    | 37    | 18    | 43    | 0     | 2     | 1.000    | 46    | 64    | 112   | 4     | 18    | .978     |
| 2017  | ヤクルト | -     | -     | -     | -     | -     | -        | 23    | 2     | 27    | 0     | 3     | 1.000    | 47    | 39    | 100   | 4     | 18    | .972     |
| 2018  | ヤクルト | -     | -     | -     | -     | -     | -        | 14    | 7     | 21    | 0     | 4     | 1.000    | 127   | 183   | 381   | 11    | 71    | .981     |
| 2019  | ヤクルト | -     | -     | -     | -     | -     | -        | -     | -     | -     | -     | -     | -        | 43    | 58    | 92    | 3     | 15    | .980     |
| 2020  | ヤクルト | -     | -     | -     | -     | -     | -        | 30    | 16    | 36    | 4     | 2     | .929     | 65    | 73    | 158   | 2     | 29    | .991     |
| 2021  | ヤクルト | -     | -     | -     | -     | -     | -        | 6     | 0     | 1     | 0     | 0     | 1.000    | 82    | 100   | 199   | 10    | 53    | .968     |
| 2022  | ヤクルト | -     | -     | -     | -     | -     | -        | -     | -     | -     | -     | -     | -        | 5     | 5     | 14    | 1     | 1     | .950     |
| 2023  | ヤクルト | 4     | 6     | 9     | 1     | 1     | .938     | -     | -     | -     | -     | -     | -        | -     | -     | -     | -     | -     | -        |
| 2023  | DeNA     | -     | -     | -     | -     | -     | -        | 4     | 0     | 1     | 0     | 0     | 1.000    | 2     | 1     | 0     | 0     | 0     | 1.000    |
| '23計 | DeNA     | 4     | 6     | 9     | 1     | 1     | .938     | 4     | 0     | 1     | 0     | 0     | 1.000    | 2     | 1     | 0     | 0     | 0     | 1.000    |
| 2024  | DeNA     | 2     | 6     | 4     | 0     | 1     | 1.000    | 2     | 0     | 0     | 2     | 0     | .000     | 3     | 1     | 3     | 0     | 0     | 1.000    |
| 通算  | 通算     | 8     | 13    | 13    | 1     | 2     | .963     | 108   | 43    | 129   | 6     | 7     | .966     | 456   | 556   | 1118  | 37    | 212   | .978     |

- 各年度の太字はリーグ最高

### 表彰
- スカパー! ドラマティック・サヨナラ賞年間大賞：1回（2020年）
- 月間サヨナラ賞：1回（2020年6・7月）

### 記録
初記録
- 初出場：2014年3月28日、対横浜DeNAベイスターズ1回戦（明治神宮野球場）、「8番・遊撃手」で先発出場
- 初打席・初安打・初打点・初本塁打：同上、1回裏に三嶋一輝から左越3ラン
- 初盗塁：2015年5月9日、対中日ドラゴンズ7回戦（こまちスタジアム）、6回裏に二盗（投手：吉見一起、捕手：松井雅人）

その他の記録
- 初打席本塁打 ※史上55人目[45]
  - 開幕戦初打席本塁打 ※史上11人目[45]
  - 新人による開幕戦初打席本塁打 ※1950年の戸倉勝城以来64年ぶり史上2人目、セ・リーグ初[45]
- 初打席初球本塁打 ※史上8人目[45]
  - 新人による初打席初球本塁打 ※1950年の塩瀬盛道、2013年の加藤翔平に次いで史上3人目
  - 開幕戦初打席初球本塁打 ※史上初[6]
- 新人による開幕戦本塁打 ※史上13人目[45]

### 背番号
- 3（2014年[5] - 2023年7月27日）
- 39（2023年7月28日[4] - 2024年）
- 85（2025年[39] - ）

### 登場曲
- 「I'm All Yours」JAY Sean feat. Pitbull（2014年 - 2016年）
- 「This is my party」加藤ミリヤ（2017年 - 2021年）

### 代表歴
- 第39回日米大学野球選手権大会日本代表